# Heimatmuseum (Oberstdorf)

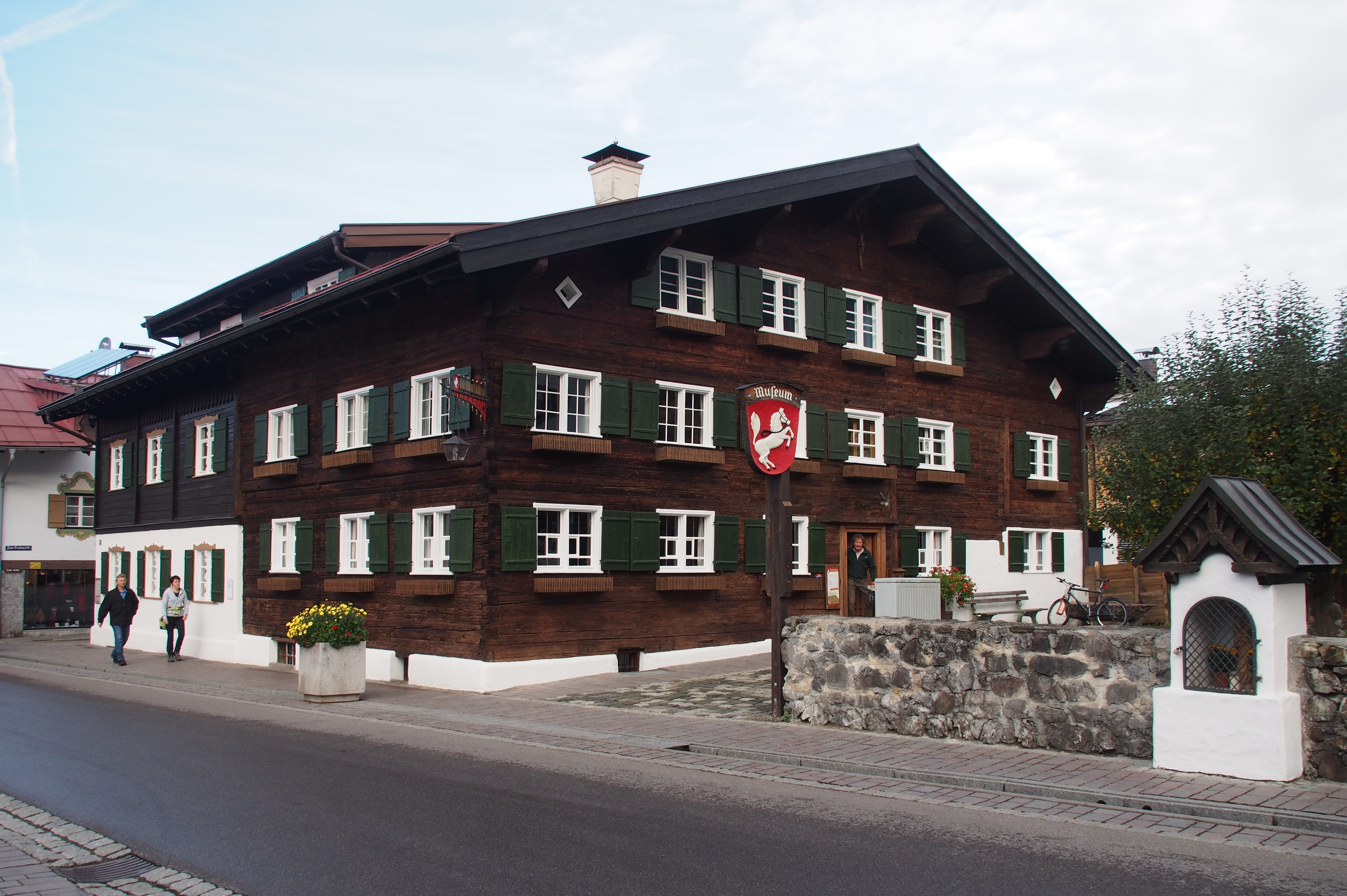
Heimatmuseum nach Renovierung der Fassade im Sommer 2013

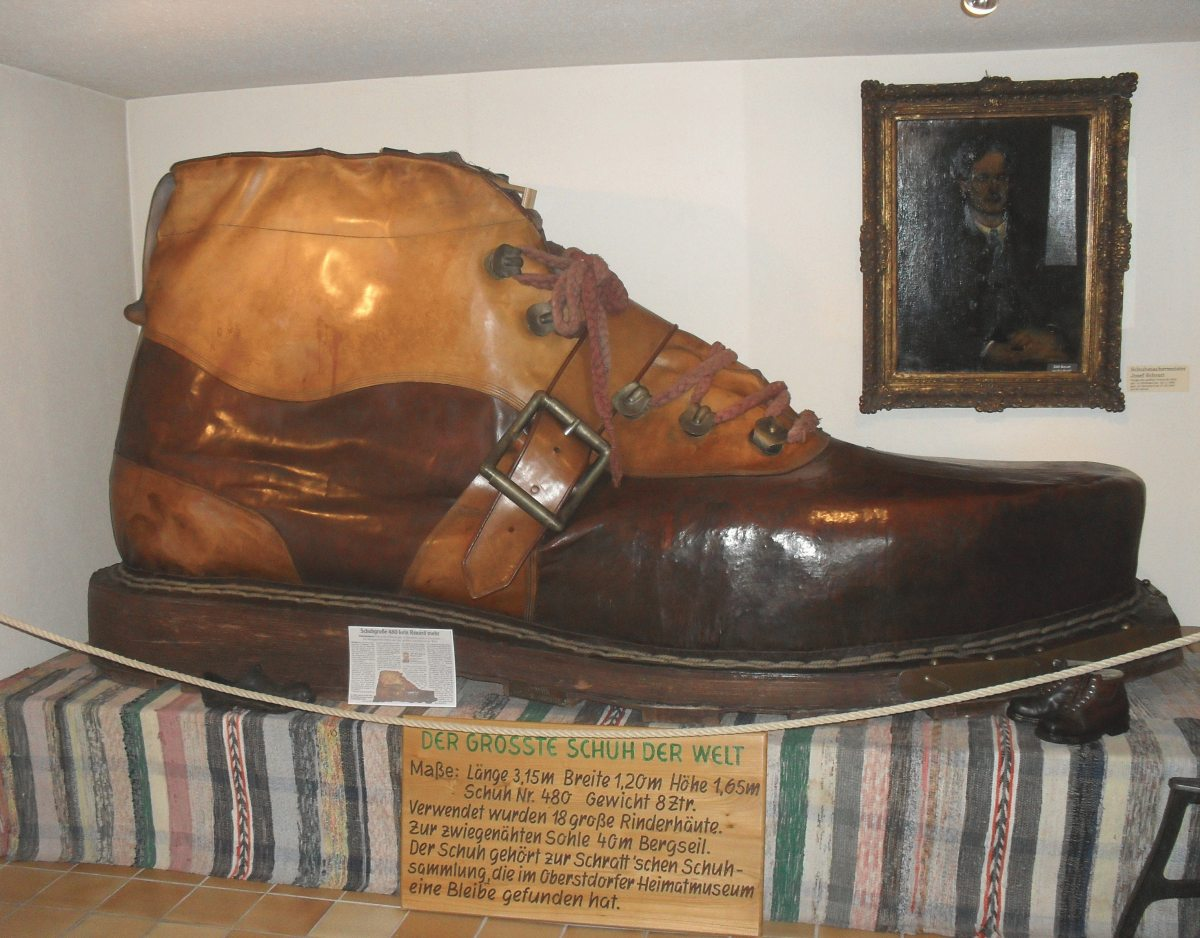
Lederskischuh mit Schuhgröße 480

Das Heimatmuseum in Oberstdorf im Allgäu befindet sich im Köcherlerhaus. Das Oberstdorfer Bauernhaus wurde 1620 erbaut und ist eines der wenigen im Ortskern, die von dem großen Brand 1865 verschont blieben. 
Von 1862 bis 1908 beherbergte es eine Dorfsennerei. Im Jahre 1932 wurde das Heimatmuseum in den historischen Räumlichkeiten eingerichtet und später auf 38 Räume erweitert. Im Sommer 2013 wurde die Fassade des Gebäudes renoviert. Beim Entfernen der Schindeln aus dem 19. Jahrhundert fanden sich dahinter die im Strickverband, einer besonderen Eckverbindung in Blockbauweise, verlegten Originalbalken aus dem 17. Jahrhundert.
In den niedrigen Stuben mit getäfelten Decken und Wänden befinden sich Exponate zu Handwerk, Land- und Alpwirtschaft, Jagd, Alpinismus, Musik und Brauchtum. Auch Gegenstände, die den Bewohnern des Dorfes zum Leben und Überleben unerlässlich waren, können hier besichtigt werden. Zudem finden im Keller des Heimatmuseums jährlich wechselnde Sonderausstellungen statt.
Das bedeutendste Ausstellungsstück ist der von Hofschuhmachermeister Josef Schratt 1950 geschusterte größte Lederskischuh der Welt.